# Neoclytus moritzii
Neoclytus moritzii är en skalbaggsart som beskrevs av Thomson 1860. Neoclytus moritzii ingår i släktet Neoclytus och familjen långhorningar.
Artens utbredningsområde är Venezuela. Inga underarter finns listade i Catalogue of Life.